# Pata Villanueva
María del Carmen Raquel Villanueva Goyanarte (Buenos Aires, Argentina; 5 de octubre de 1951) más conocida como Pata Villanueva, es una exmodelo, vedette, empresaria, escritora, animadora y actriz argentina, sex symbol de la década del '70 y '80.

## Carrera

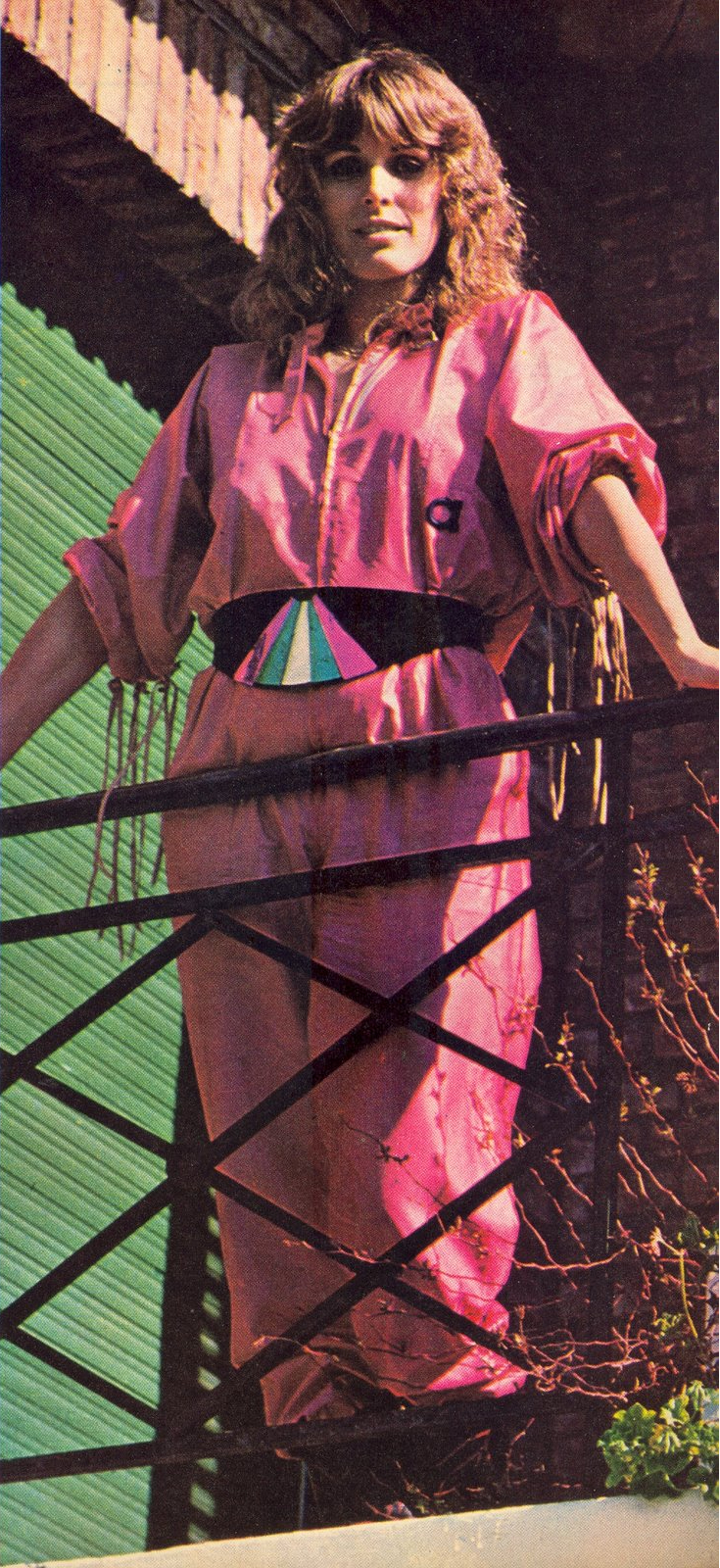
Pata Villanueva en 1980.

Hija de una doctora en filosofía y letras y de un dentista, y una de los siete hermanos. Pata Villanueva inició su vocación en las tablas como modelo de pasarela de reconocidos diseñadores de moda. Entre la camada de modelos a la que perteneció Villanueva sobresalen Teté Coustarot, Patricia Miccio, Tini de Bucourt, Anamá Ferreyra y Adriana Aguirre. Trabajó tanto en cine como en teatro y televisión, donde tuvo presencia tanto por sus actuaciones como por sus polémicas declaraciones y noticias de las que fue partícipe. En 1984 hizo trabajos en Francia e Italia.
Se inició en la televisión haciendo publicidades de los cigarrillos 43/70, siendo antagonista por aquel entonces de la modelo publicista Claudia Sánchez que mostraba los cigarrillos L&M. Gracias a esta publicidad fue descubierta por el periodista Chiche Gelblung que la llevó a realizar otras series de comerciales. Fue tapa de la revista Gente con su verdadero nombre: María del Carmen Raquel.
Tapa de la revista Playboy se autodefinió como una de las primeras botineras argentinas junto con Mariana Nannis.
En cine debuta en 1976 con La noche del hurto junto a Ricardo Espalter, Ethel Rojo y Javier Portales. En 1978 filmó otras dos películas Con mi mujer no puedo con Guillermo Bredeston y Leonor Benedetto, y Mi mujer no es mi señora con Alberto Olmedo.
En 1993 se desempeñó como empresaria de las relaciones públicas a la revista Teleclic (vocero oficial de Telefé).
Publicó un libro autobiográfico titulado No me arrepiento de nada donde cuenta su vida privada, la noche, las adicciones y los romances ocultos.

## Vida privada
Tuvo un fugaz romance con el boxeador santafesino Carlos Monzón en 1977 y con Philippe Junot, exmarido de Carolina de Mónaco, y se ha rumoreado un romance con el entrenador César Luis Menotti.
Con el tiempo conoció al productor Héctor Cavallero con quien tuvo una hija de nombre Agostina. Luego estuvo con el roquero argentino David Lebón. Sin embargo, fue con el futbolista Alberto Conejo Tarantini con quien tuvo una fuerte y polémica relación separándose definitivamente en 1991, con él tuvo a Bernardita y Robertino.
Su cuarto marido fue el empresario Martín Bernt fallecido producto de un cáncer de páncreas en 2011 a quien conoció en 1994.

## Cine
- 1976: La noche del hurto.
- 1978: Con mi mujer no puedo.
- 1978: Mi mujer no es mi señora
- 2017: La vida sin brillos

## Televisión
- 1966: Una terraza al mar, conducido por Juan Alberto Mateyko. Emitido por Canal 13
- 2005: Fin de semana fantástico.
- 2009: Paraíso terrenal
- 2019: ¿Quién quiere ser millonario?

## Teatro
- 2000 a 2002: Risas a granel junto a Flavia Miller, la Señorita Lee y elenco - Dirección: Jorge Gallo.
- 2002: El precio del pudor junto a Adriana Aguirre y Karina Ranni.
- 2003-2004: Camarero... ¡con cama adentro! - Teatro La Sombrilla, con Cristina del Valle, Lorena Paola, Carlos Rotundo, Pablo Machado, Freddy Villarreal, María Orsti, Graciela Saez y Linda Cortés - Dirección: Hugo Piccini.[6]
- 2015-2017: Extinguidas - Teatro Regina junto a Beatriz Salomón, Luisa Albinoni, Mimí Pons, Silvia Peyrou, Adriana Aguirre, Noemí Alan, Patricia Dal, Sandra Smith y Naanim Timoyko. Dirección José María Muscari.
- 2017: Hasta que la chipa nos separe junto a Mimí Pons y Christian Eckert .Dirección y libreto: Fernando Mariano.
- 2018 : Hasta que la chipa nos separe", junto a: Christián Eckert y Andressa. Dirección: Fernando Mariano.